# Educação bancária

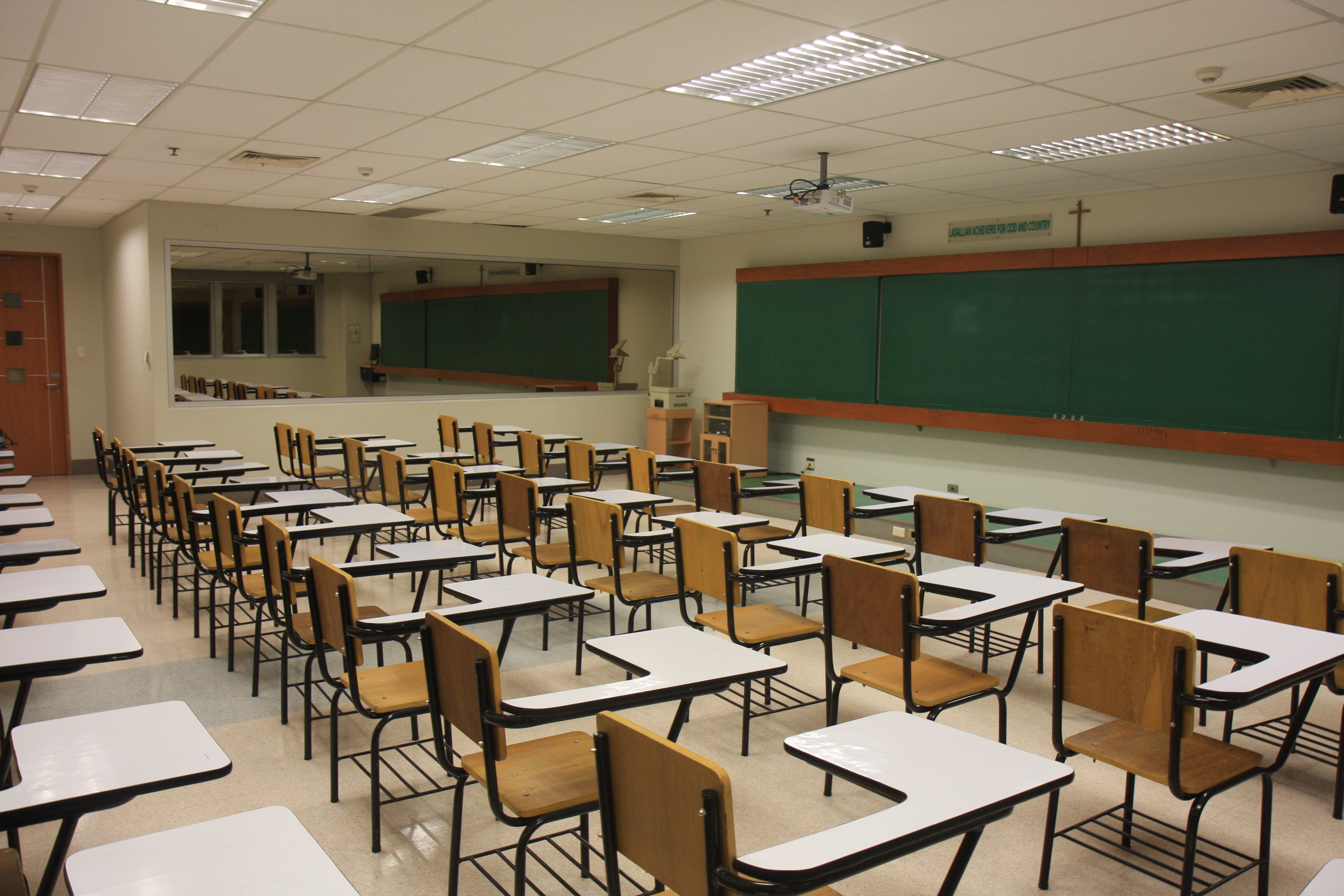
Na educação bancária, há forte verticalidade na relação professor-aluno

A educação bancária, ou a concepção bancária de educação, é um modelo que tem por base o "depósito" de ideias e conteúdos nos alunos. Conceituado por Paulo Freire, este modelo é caracterizado por uma relação fortemente vertical e unilateral entre professor e aluno, educador e educando.  Por esse motivo, tal educação é também chamada de antidialógica (isto é, sem diálogo, contrária ao diálogo), em oposição à dialogicidade da educação defendida por Freire.
A metáfora do banco é usada para enfatizar que, segundo esse modelo, o aluno é um recepiente vazio, que necessita dos "depósitos" do professor. Tal educação é também, necessariamente, não-problematizadora. Ela visa à acomodação, à adaptação do aluno ao mundo, bem como ao cerceamento de sua criatividade e de seu poder transformador da realidade. Nesse sentido, esta educação "satisfaz aos interesses dos opressores". Citando Simone de Beauvoir, Freire afirma que os opressores pretendem "transformar a mentalidade dos oprimidos e não a situação que os oprime".

## Características
| “                                     | Falar da realidade como algo parado, estático, compartimentado e bem-comportado, quando não falar ou dissertar sobre algo completamente alheio à experiência existencial dos educandos, vem sendo, realmente, a suprema inquietação dessa educação. | ” |
| — Paulo Freire, Pedagogia do Oprimido | |   |

Nesta seção, serão apresentadas algumas características desta concepção de educação. Antes, é preciso ressaltar que Freire não as apresenta de forma compartimentada como aqui, mas todas as características se entrelaçam entre si.

### Dicotomia homens-mundo e a natureza da consciência
Entre as diversas dicotomias criadas por essa educação (educador e educando, sábio e ignorante), uma delas é a dicotomia homens-mundo. Para o modelo bancário, há uma brecha, um hiato entre os seres humanos (ou sua consciência) e o mundo. As pessoas são tidas como meros espectadores; sua consciência, como meros receptáculos. Tal modelo não se leva em consideração que os seres humanos não estão apenas no mundo, mas com ele e com os outros. Freire lembra a ideia de Husserl da intencionalidade da consciência. Temos consciência de algo. Nossa consciência é intencionada ao mundo, e não um recipiente dele.

### Necrofilia
Pegando os conceitos de necrofilia e biofilia do psicólogo Erich Fromm, Freire afirma ser a educação bancária necrófila. Em tradução livre, escreve Fromm:
Enquanto a vida se caracteriza pelo crescimento de uma maneira estruturada, funcional, o indivíduo necrófilo ama tudo o que não cresce, tudo o que é mecânico. A pessoa necrófila é movida por um desejo de converter o orgânico em inorgânico, de ver a vida mecanicamente, como se todas as pessoas fossem coisas. Todos os processos, sentimentos e pensamentos de vida se transformam em coisas: a memória, e não a experiência; ter, e não ser é o que conta. O indivíduo necrófilo pode realizar-se com um objeto - uma flor ou uma pessoa - unicamente se a possui. Como consequência, uma ameaça a sua posse é uma ameaça a si mesmo. Se perde a posse, perde o contato com o mundo. [...] Ama o controle, e no ato de controlar, mata a vida— Erich Fromm, apud Freire
Nesse sentido "necrófilo", a educação bancária "não se deixa mover pelo ânimo de libertar o pensamento pela ação dos homens uns com os outros na tarefa comum de refazerem o mundo e de torná-lo mais e mais humano".

## Aspectos positivos
Apesar das fortes criticas de Freire, nem tudo o que está relacionado ao modelo bancário é inválido. Afirma o educador que "nem todos os tipos de aulas expositivas podem ser considerados educação 'bancária'", e que é possível "ser muito crítico fazendo preleções".  Afirma o autor, em Pedagogia da Esperança, que
O mal, na verdade, não está na aula expositiva, na explicação que o professor ou professora faz. Não é isso que caracteriza o que critiquei como prática bancária. Critiquei e continuo criticando aquele tipo de relação educador-educando em que o educador rompe ou não aceita a  condição fundamental do ato de conhecer que é a sua relação dialógica. Por isso mesmo, a relação em que o educador transfere o conhecimento em torno de a ou b ou de c objetos ou conteúdos ao educando, considerado como puro recipiente. [...] será que toda chamada aula expositiva é isso? Acho que não. Digo que não.— Freire, Paulo (1997). Pedagogia da esperança. [S.l.]: Paz e Terra, 
O historiador e professor de escola Ariel Feldman ecoa  essa ideia, afirmando que "o professor pode e deve ministrar aulas expositivas dialogadas, pois se trata de um bom recurso tradicional. É válido ressaltar, no entanto, que as aulas não podem se resumir a isso".